# François Gachet
François Gachet (ur. 17 grudnia 1965 w Chichilianne) – francuski kolarz górski, dwukrotny medalista mistrzostw świata, mistrz Europy oraz zdobywca Pucharu Świata.

## Kariera
Największy sukces w karierze François Gachet osiągnął w 1994 roku, kiedy zdobył złoty medal w downhillu podczas mistrzostw świata w Vail. W zawodach tych wyprzedził bezpośrednio Szweda Tommy'ego Johanssona oraz Włocha Corrado Hérina. W tej samej konkurencji zdobył również srebrny medal na rozgrywanych rok później mistrzostwach świata w Kirchzauten. Uległ tam jedynie swemu rodakowi Nicolasowi Vouillozowi, a trzecie miejsce zajął Mike King z USA. W 1995 roku zdobył również złoty medal na mistrzostwach Europy w Špindlerův Mlýnie. Ponadto w sezonie 1994 zwyciężył w klasyfikacji generalnej downhillu Pucharu Świata w kolarstwie górskim. Nigdy nie wystąpił na igrzyskach olimpijskich.